# بنیامین هنریکس
بنیامین هنریکس (آلمانی: Benjamin Henrichs؛ زادهٔ ۲۳ فوریهٔ ۱۹۹۷) بازیکن فوتبال اهل آلمان است.
از باشگاه‌هایی که در آن بازی کرده‌است می‌توان به بایر لورکوزن، موناکو و لایپزیگ اشاره کرد.
وی همچنین در تیم ملی فوتبال آلمان بازی کرده‌است.
هنریکس از پدری آلمانی و مادر غنایی زاده شده‌است.